# Preloka
Preloka – wieś w Słowenii, w gminie Črnomelj. W 2018 roku liczyła 111 mieszkańców.